# Чжан Шичуань
Чжан Шичуань (1889—1953 или 1890—1954), также известный как S. C. Chang — китайский предприниматель, кинорежиссёр и кинопродюсер, которого считают основателем китайского кинематографа. В 1913 году он и Чжэн Чжэнцю сняли первый китайский художественный фильм «Непростая пара», а в 1922 году стали соучредителями кинокомпании «Минсин» («Звезда»), которая под руководством Чжана стала крупнейшей китайской кинопроизводственной компанией.
За свою карьеру Чжан снял около 150 фильмов, среди которых — самый ранний сохранившийся китайский фильм «Любовь рабочего» (1922); один из первых китайских кассовых хитов «Сирота спасает дедушку» (1923); первый фильм о боевых искусствах «Сожжение храма Красного Лотоса» (1928) и первый китайский звуковой фильм «Девушка поющая, красный пион» (1931).
После того, как студия «Минсин» в 1937 году была разрушена японской бомбардировкой во время битвы за Шанхай, Чжан Шичуань снимал фильмы для Китайской объединённой кинопроизводственной компании (Чжунлянь) в оккупированном японцами Шанхае, что привело к обвинениям в измене после капитуляции Японии в 1945 году. Он так и не оправился от унижения и умер в 1953 или 1954 году.

## Ранний период жизни
Чжан Шичуань (урождённый Чжан Вэйтун, 张伟通) родился в Нинбо провинции Чжэцзян. Его вторым именем было Шичуань (первоначально оно записывалсоь иероглифами 蚀川). Его отец Чжан Хэцзюй (张和巨) был мелким торговцем, занимавшимся шелкопрядами. Он умер, когда Чжану было 16 лет, и мальчику пришлось бросить школу и переехать в Шанхай, чтобы жить со своим дядей по материнской линии, успешным компрадором Цзин Жуньсанем (经润三). В Шанхае он днем работал в американской компании Huayang, а по ночам изучал английский язык.

## Ранние начинания
В 1913 году два американца из Шанхая, которые приобрели Asia Film Company, Яшелл и Сафферт, попросили Чжана стать их консультантом. Несмотря на отсутствие опыта в кинопроизводстве, Чжан взял на себя руководство компанией. Он обратился за помощью к Чжэн Чжэнцю, известному драматургу, и они вдвоём основали кинокомпанию «Синьминь» (新民), чтобы снимать фильмы для Asia Film Company. В 1913 году они сняли первый в Китае художественный фильм «Трудная пара». Однако «Синьминь» и Asia Film Company обанкротились после начала Первой мировой войны, когда прекратились поставки немецкой киноплёнки. Когда дядя Чжана умер, тётя попросила племянника управлять семейным парком развлечений «Новый мир».
В 1916 году, когда в Шанхае появилась американская кинопленка, Чжан основал кинокомпанию «Хуаньсянь» (Фэнтези) и снял фильм «Жертвы опиума», экранизацию театральной пьесы. Но вскоре компания закрылась, и он вернулся, чтобы управлять парком развлечений вплоть до его продажи в 1920 году.

## Кинокомпания «Минсин»
В 1922 году Чжан и его давний партнёр Чжэн Чжэнцю вместе с Чжоу Цзяньюнь (周剑云), Чжэн Чжэгу (郑鹧鸪) и Жэнь Цзиньпином (任矜萍) основали кинокомпанию «Минсин». Чжан ставил превыше всего прибыль, в отличие от Чжэн Чжэнцю, драматурга из аристократической семьи, который подчеркивал роль кино в социальных реформах и нравственном просвещении. Самые ранние фильмы компании, такие как «Король комедии посещает Шанхай» (1922), были в основном развлекательными, но Чжан снял и имевшие кассовый успех моралистические фильмы Чжэна, такие как «Сирота спасает дедушку» (1923). После того, как «Сожжение храма Красного Лотоса» (1928) Чжан Шичуаня стало феноменальным хитом, за следующие три года он снял 17 продолжений. Фильм положил начало чрезвычайно популярному жанру фильмов о боевых искусствах, и многие конкурирующие студии стали снимать похожие фильмы.
В 1928 году «Минсин» стала акционерным обществом с ограниченной ответственностью и была зарегистрирована в правительстве для продажи акций населению. На протяжении всех 17 лет существования компании Чжан занимал пост генерального директора и директора. Под его руководством компания стала крупнейшей в Китае кинопроизводственной компанией. В сотрудничестве с Хун Шеном Чжан в 1931 году снял первый китайский звуковой фильм «Девушка поющая, красный пион» (хотя это был фильм со звуком на диске, а не со звуком на плёнке).
В начале 1930-х годов Япония вторглась в Маньчжурию и напала на Шанхай. Под руководством Чжана «Минсин» наняла ряд «левых» писателей, которые написали сценарии для таких фильмов, как «Рынок нежности» (1933) и «Счастливые деньги» (1937).
В августе 1937 года вновь разразилась битва за Шанхай, и после нескольких месяцев боёв императорская армия Японии заняла его (за исключением иностранных концессий). Студия «Минсин» была во время сражения разрушена японской бомбардировкой. Чжан спас часть оборудования и присоединился к кинокомпании Guohua, но так и не смог возродить «Минсин».

## Японская оккупация и последствия
С открытием тихоокеанского театра военных действий в 1941 году японцы захватили Шанхайский международный сетлмент, находившееся под контролем Великобритании и Америки, и объединили оставшиеся киностудии Шанхая в кинокомпанию Zhonglian. Чжан работал в контролируемой японцами компании в качестве управляющего филиалом и директора.
После капитуляции Японии в конце Второй мировой войны Чжана обвинили за работу на японцев в измене, но официально обвинение не предъявили. Некоторое время он работал в Гонконге в Great China Film Company и в Шанхае в Datong Film Company, но так и не оправился от унизительного ярлыка предателя. Он умер в Шанхае в 1953 или 1954 году в возрасте 64 лет.

## Наследие
Чжан Шичуань считается одним из основателей китайского кино. За свою карьеру он снял около 150 фильмов, включая первый китайский художественный фильм «Непростая пара» (1913); самый ранний сохранившийся китайский фильм «Любовь рабочего» (1922); один из первых китайских кассовых хитов «Сирота спасает дедушку» (1923); самый ранний фильм о боевых искусствах, положивший начало чрезвычайно популярному жанру, «Сожжение храма Красного Лотоса» (1928); и первый китайский звуковой фильм «Девушка поющая, красный пион» (1931).
Под руководством Чжана киностудия «Минсин» стала крупнейшей и самой влиятельной в Китае. Многие влиятельные режиссёры и писатели, в том числе Хун Шен, Чэн Бугао, Ся Янь, Оуян Юцянь, Шэнь Силин, Цай Чушен и Ян Ханьшэн, начали или развили свою карьеру в этой киностудии.

## Избранная фильмография
Как директор
- Thieves on Trial (1913)
- A Funny Love Affair (1913)
- The Difficult Couple (1913)
- Bride Meets Ghost (1913)
- Victims of Opium (1916)
- Любовь рабочего (1922)
- Zhang Xinsheng (1922)
- King of Comedy Visits China (1922)
- An Orphan Rescues His Grandpa (1923)
- The Poor Children (1924)
- Love and Vanity (1924)
- The Death of Yuli (1924)
- A Sincerely Pitiful Girl (1925)
- A Lesser Friend (1925)
- The Last Conscience (1925)
- The Unknown Hero (1926)
- A Shanghai Woman (1926)
- The Lonely Orchid (1926) (2 parts)
- He Wants to Have a Baby (1926)
- A Good Guy (1926)
- Ma Yongzhen From Shandong (1927)
- The Burning of the Red Lotus Temple (1928-31) (16 частей)
- The Young Mistress' Fan (1928)
- White Cloud Pagoda (1928)
- The Revengeful Man (1928) (2 parts)
- The Luoyang Bridge (1928)
- Love Story on Classmates (1928)
- Divorce (1928)
- Dad Loves Mom (1929)
- Cosmetics of Market (1933)
- Bible for Girls (1934)
- Red Begonia (1936)
- Dr. Li and Miss Tang (1939)
- The West Chamber (1940)